# آبشار بریدال ویل (آمریکا)
آبشار بریدال ویل  (به انگلیسی: Bridalveil Fall) آبشاری است که در کشور ایالات متحده آمریکا واقع شده‌است و بلندترین ریزشگاه آن ۱۸۸ متر ارتفاع دارد. حوضهٔ آبریز این آبشار، رود مرسد است.